# Ганс-Ґеорг Бек
Бек Ганс-Ґеорг (Hans-Georg Beck) (18.02.1910 — 25.05.1999) — відомий німецький візантиніст.

## Біографія
Ганс-Ґеорг Бек народився у 1910 році в Шнайцльройті у Баварії. У 1929 році закінчив гімназію в Етталі.

У 1930 році розпочав вивчати філософію, богослов'я і візантиністику в Мюнхенському університеті Людвіга-Максиміліана. У 1936 році Ганс-Ґеорг Бек захистив докторську дисертацію з богослов'я на тему «Провидіння та предистинація у візантійській богословській літературі» (Vorhersehung und Vorherbestimmung in der theologischen Literatur der Byzantiner) у Мюнхенському університеті (опублікована у 1937 році в Римі як 114 том серії Orientalia Christiana Analecta). У 1949 році Бек захистив габілітаційну працю «Теодор Метохіт: криза візантіського світогляду у XIV столітті» (Theodoros Metochites. Die Krise des byzantinischen Weltbildes im 14. Jahrhundert) на філософському факультеті Мюнхенського університету. Ця праця отримала високу оцінку серед візантиністів.

У 1956 році стає позаштатним професором. У 1959—1975 роках працював професором на кафедрі візантиністики та новогрецької філології Мюнхенського університету. Ганс-Ґеорг Бек обіймав посаду декана філософського факультету у 1962—1963 роках. Вчений був віце-президентом гуманітарних дисциплін Німецької дослідницької асоціації (1965—1968) та членом наукової ради при федеративному уряді Німеччини (1968). Бек брав активну участь у створенні німецького навчального центру у Венеції і обіймав посаду президента цього центру у 1970—1984 роках. За активну громадську діяльність Ганс-Ґеорг Бек отримав Великий хрест за заслуги перед німецькою державою (1981) і Баварський орден Максиміляна у галузі наук та мистецтва (1988).

Ганс-Ґеорг Бек був членом багатьох національних Академій наук та наукових товариств. У 1962 році він став дійсним членом Баварської Академії наук, в якій очолював комісію з питань видання «Корпусу грецьких актів» та комісію з патристики. У 1966 році обраний членом-кореспондентом Австрійської Академії наук, 1975 року стає іноземним членом Афінської Академії, у 1977 його приймають в Британську Академію наук і Бельгійську королівську Академію, а в 1988 році в Американське філософське товариство.

Помер 25 травня 1999 році на дев'яностому році життя.

## Науковий доробок
Ганс-Ґеорг Бек написав велику кількість наукових праць з різних ділянок візантійської історії та культури. Петер Шрайнер, професор-емерит Кельнського університету, президент Міжнародної Асоціації візантиністики і колишній учень вченого оцінює науковий доробок Бека так: «Мабуть, величина цього вченого полягає в тому, що він настільки, наскільки це взагалі можливо для однієї людини, пробував осмислити Візантію як цілісний феномен».
У центрі зацікавлень Ганса-Ґеорга Бека було візантійське богослов'я та церковна історія. У 1959 році Бек видав ґрунтовну монографію на 800 сторінок про візантійську богословську літературу «Церква та богословська література у Візантії», яка дотепер залишається неперевершеною і актуальною. Ця фундаментальна праця зробила ім'я вченого відомим далеко за межами його батьківщини. У 1980 році з-під пера вченого виходить монографія «Історія Православної Церкви у Візантії». Крім цих двох важливих праць, вчений є автором інших монографій та статей з історії візантійської церкви та богослов'я.
Бек також приділяв значну увагу суспільній історії. Він досліджував відмінності і подібності між Сходом і Заходом щодо груп населення, які творили державну еліту (праця «Візантійська лояльність» (1965)), з'ясував складний механізм виборів імператора у Візантійській імперії у праці «Сенат і народ Константинополя» (1966), досліджував соціальну історію Константинополя. Доробок вченого про організацію державного управління у Візантії і дослідження візантійських теорій держави належать до фундаментальних досліджень сучасної візантиністики.
Ще одним зацікавленням вченого було дослідження візантійської літератури, зокрема народної літератури. Досліджуючи літературу, вчений бачив її у тісному зв'язку з суспільним та культурним розвитком і намагався з'ясувати перелік таких питань як коло її читачів, рукописне передання, бачення літератури самими візантійцями та багато інших аспектів. У 1971 році з-під його пера виходить важлива праця «Історія візантійської народної літератури» («Geschichte der byzantinischen Volksliteratur»). Дослідженню візантійської літератури присвячені також інші праці вченого — «Читачі візантійської народної літератури» («Lesekreis der byzantinischen Volksliteratur») (1975) та «Літературний доробок візантійців» («Das literarische Schaffen der Byzantiner») (1974). Проблемам дослідження візантійського менталітету присвячена праця «Візантіський еротікон» («Byzantinisches Erotikon»), в якій вчений показав, як на основі дослідження візантійської літератури можна з'ясувати суспільний менталітет та табу.
Блискучий нарис візантійської цивілізації Ганс-Ґеорг Бек подав у своїй праці «Візантійське тисячоліття» (Das Byzantinische Jahrtausend), яка витримала декілька видань і була перекладена декількома мовами. Вчений також переклав деякі візантійські тексти на сучасну німецьку мову.
Попри плідну наукову діяльність Бек також прославився як видавець. З 1964 по 1977 рік він був головним редактором журналу Byzantinische Zeitschrift та серії Byzantinisches Archiv. Бек заснував і протягом тривалого часу був куратором серії Miscellanea Byzantina Monacensia, яка в основному служила місцем публікацій докторських дисертацій молодих вчених.

## Вибрані праці
Церква та богословська література у візантійській імперії (Kirche und theologische Literatur im byzantinischen Reich) 1959

Візантійська лояльність (1965) (Byzantinischen Gefolgschaftswesen)

Сенат і народ Константинополя (1966) (Senat und Volk von Konstantinopel)

Про сумнівність ікон (1975) (Von der Fragwürdigkeit der Ikonen) 

Візантиністика сьогодні (Byzantinistik heute) (1977)

Візантійці і їхнє потойбічне життя (1979) (Die Byzantiner und ihr Jenseits)

Історія Православної Церкви у Візантійській імперії (Geschichte der orthodoxen Kirche im byzantinischen Reich) 1980

Візантійське тисячоліття (Das Byzantinische Jahrtausend) 1978 та друге видання у 1982 році

Візантійський Еротикон. Ортодоксія, література, суспільство (Byzantinisches Erotikon.Orthodoxie, Literatur, Gesellschaft), (1986 рік — друге видання)

Імператриця Теодора і Прокопій. Історик і його жертва.(Kaiserin Theodora und Prokop. Der Historiker und sein Opfer) München 1986.

Про трактування єретиків. Віра простих людей і влада богословів (Vom Umgamg mit Ketzern. Der Glaube der kleinen Leute und die Macht der Theologen)(1993)

## Інше
Велика частина приватної бібліотеки Ганса-Ґеорга Бека зберігається у бібліотеці Українського католицького університету у м. Львові.